# Egoarbitza
Egoarbitza es un monte de 730 metros de altitud pertenece al macizo de la sierra de Elgueta se alza al lado de la localidad guipuzcoana de Elgueta en el País Vasco, España),en la línea de separación entre esta provincia y Vizcaya. Su ladera norte se alza sobre el valle del río Ego, afluente principal del río Deva, donde se ubican la villa de Ermua y la ciudad de Éibar.

## Descripción
Alzándose sobre el valle del Ego, un poco retirado hacia el sur, Egoarbitza destaca por su cumbre, alzada sobre una muralla rocosa que deja paso, en la vertiente occidental, a la pradera. Esta característica hace que recuerde a casco de un barco medio hundido en la tierra. Desde esta cumbre se obtiene una excelente vista de los montes del duranguesado.
El circo que conforma con los montes vecinos de Santamañazar (677 m) y Erdella (690 m), cobija el pequeño embalse de Aixola que provee de agua potable a Éibar. Un poco más abajo se ubicó en 2011 (la licencia de obras se concedió en 2007 por el ayuntamiento de Zaldívar) el vertedero de residuos inertes gestionado por la empresa Verter Recycling 2002 SL que el 6 de febrero de 2020 se desplomó sobre la autopista AP-8 provocando dos muertos y una grave crisis medioambiental en una de las zonas más densamente pobladas del País Vasco en el conocido como Desastre del vertedero de Zaldívar.

## Enclave en la Guerra Civil
Desde septiembre de 1936 hasta abril de 1937 el frente norte de la guerra civil española estuvo situado en el cordal al que pertenece Egoarbitza. Aunque esta montaña quedaba dentro del dominio republicano en ella se ubicó, en una pequeña cueva, un refugio de paso para facilitar la huida a la parte facciosa. El mismo se desmanteló en febrero de 1937 tras su descubrimiento y ubicación por milicianos de la Sección de Servicios Especiales del Batallón Larrañaga, que informaron al responsable de la Jefatura de plaza del sector de Elorrio Eustasio Amilibia Matxinbarrena Txato que pertenecía al partido socialista unificado.
En el desmantelamiento de las instalaciones se encontró documentación perteneciente al Gudari miembro del PNV Julián Zabala teniente del Batallón Martiartu que defendía el frente en la sección de los Intxortas y logró huir pasándose al enemigo.
Poco antes del desmantelamiento de la cueva-refugio había pasado por ella Alejandro Goicoechea Omar que había sido el director de la construcción del llamado Cinturón de Hierro, defensa fortificada que se extendía por los montes circundantes de Bilbao para protegerlo del avance de las tropas franquistas durante la guerra civil española. Facilitando los detalles, características y puntos débiles de la citada línea defensiva, que ayudaron a su ruptura el 12 de junio del mismo año, facilitando la entrada, días más tarde, de las tropas franquistas en la capital vizcaína.
Tras la guerra, Goicoechea, formó parte del equipo que diseñó el tren Talgo (acrónimo de Tren Articulado Ligero Goicoechea-Oriol) y que empezó su andadura en el año 1941.

## Rutas de ascenso
- Desde Kalabieta

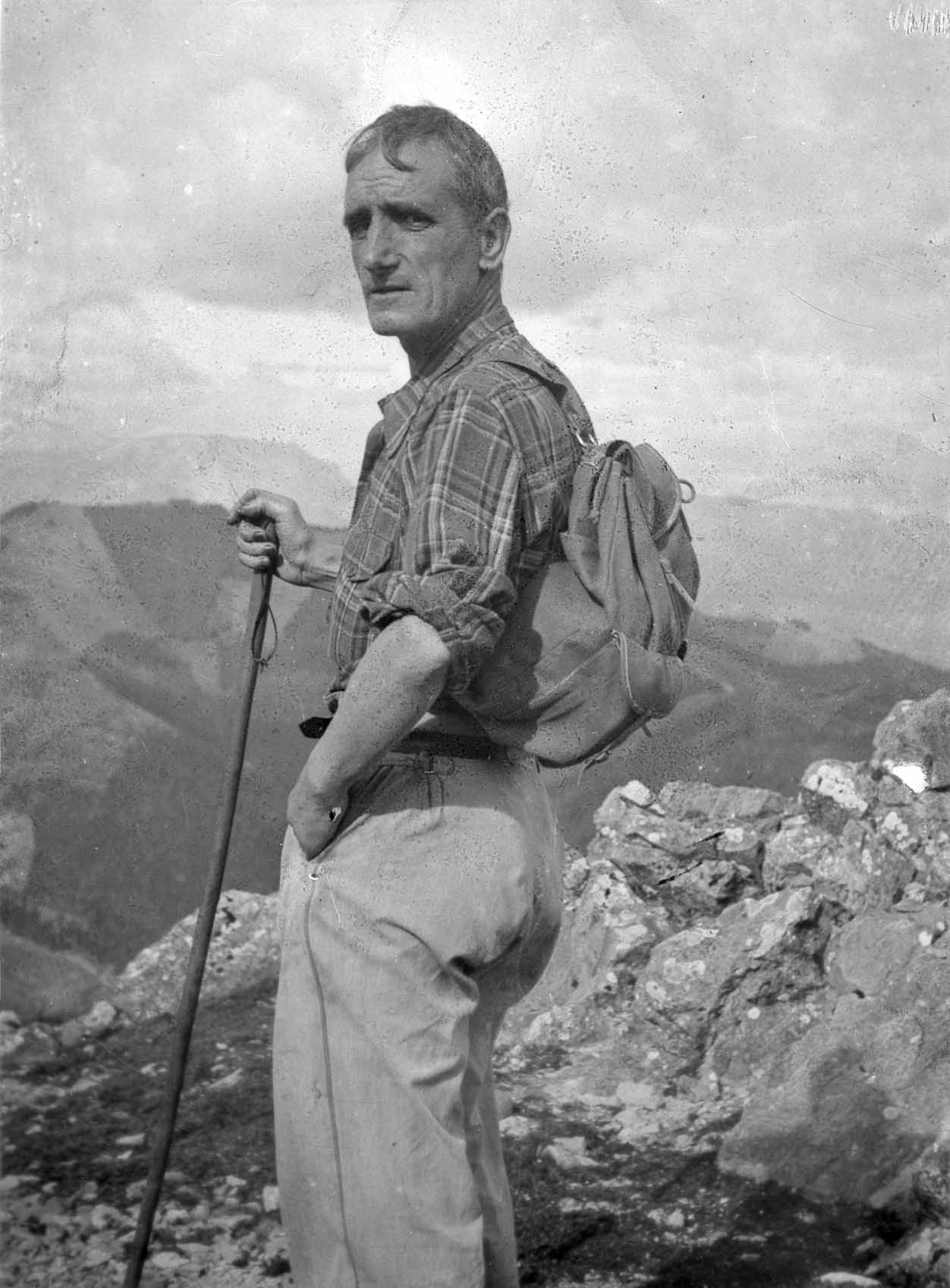
El fotógrafo Indalecio Ojanguren, en una imagen tomada en el monte Egoarbitza.

La ruta más sencilla y fácil se realiza desde el alto de kalabieta (558 m) que se encuentra un kilómetro antes de llegar a Elgueta desde Éibar. Desde este lugar parte dirección noroeste una pista que sin esfuerzo en un recorrido prácticamente llano, nos acerca al collado de Egotxia o Etxezia (569 m) donde, abandonando la pista hormigonada, nos dirigimos hasta el pie de la muralla rocosa sobre la que se alza la cumbre. En este punto, se rodea dicha muralla por el este accediendo a la cumbre sin mucha dificultad.
- Desde Ermua

Desde el fondo del valle del Ego se puede acceder en coche hasta la presa de Aixola. De allí, nos dirigimos hacia el caserío Egoarbitza que se sitúa a una altitud de 525 m y, teniendo como referencia la cumbre, avanzamos a ella.
Tiempos de acceso
- Ermua (1h 45 m).
- Karabieta (1h).